# Raïon de Solnetchny
Le raïon de Solnetchny (en russe : Со́лнечный райо́н, Solnetchny raïon) est une subdivision administrative (raïon) et une municipalité (raïon municipal) du kraï de Khabarovsk, en Russie. Le raïon fait partie de la région d'Extrême-Orient russe. Son centre administratif est la commune urbaine de Solnetchny, et il compte en tout 18 localités, réparties dans 11 municipalités. Sa population s'élevait à 27 089 habitants en 2023.